# 뷰티 (2011년 영화)
뷰티(Skoonheid, Beauty)는 독일에서 제작된 올리버 헤르마누스 감독의 2011년 드라마 영화이다. 앨버트 마리츠 등이 주연으로 출연하였다.

## 출연

### 주연
- 앨버트 마리츠
- 로엘린 다닐
- 찰리 키건

### 조연
- 드온 로츠
- 미셸 스콧
- 티나리 반 요크 루츠